# レジデンス・ビルディングマネジメント
レジデンス・ビルディングマネジメント株式会社は、東京都中央区新川に本社を置く日本の不動産会社。レジデンスの管理会社として発足し、近年では東京都中央区や江東区を中心にオフィスビルや住宅の賃貸・管理事業も行っている。
マンション管理受託戸数8,919戸、受託管理組合数113組合（2012年1月現在）。

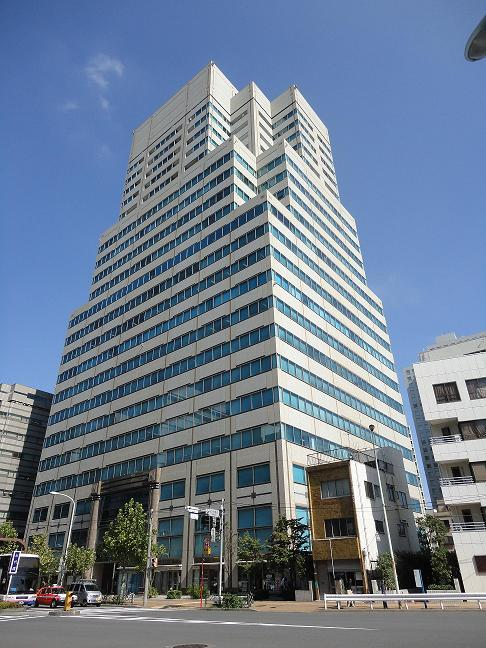
茅場町タワー

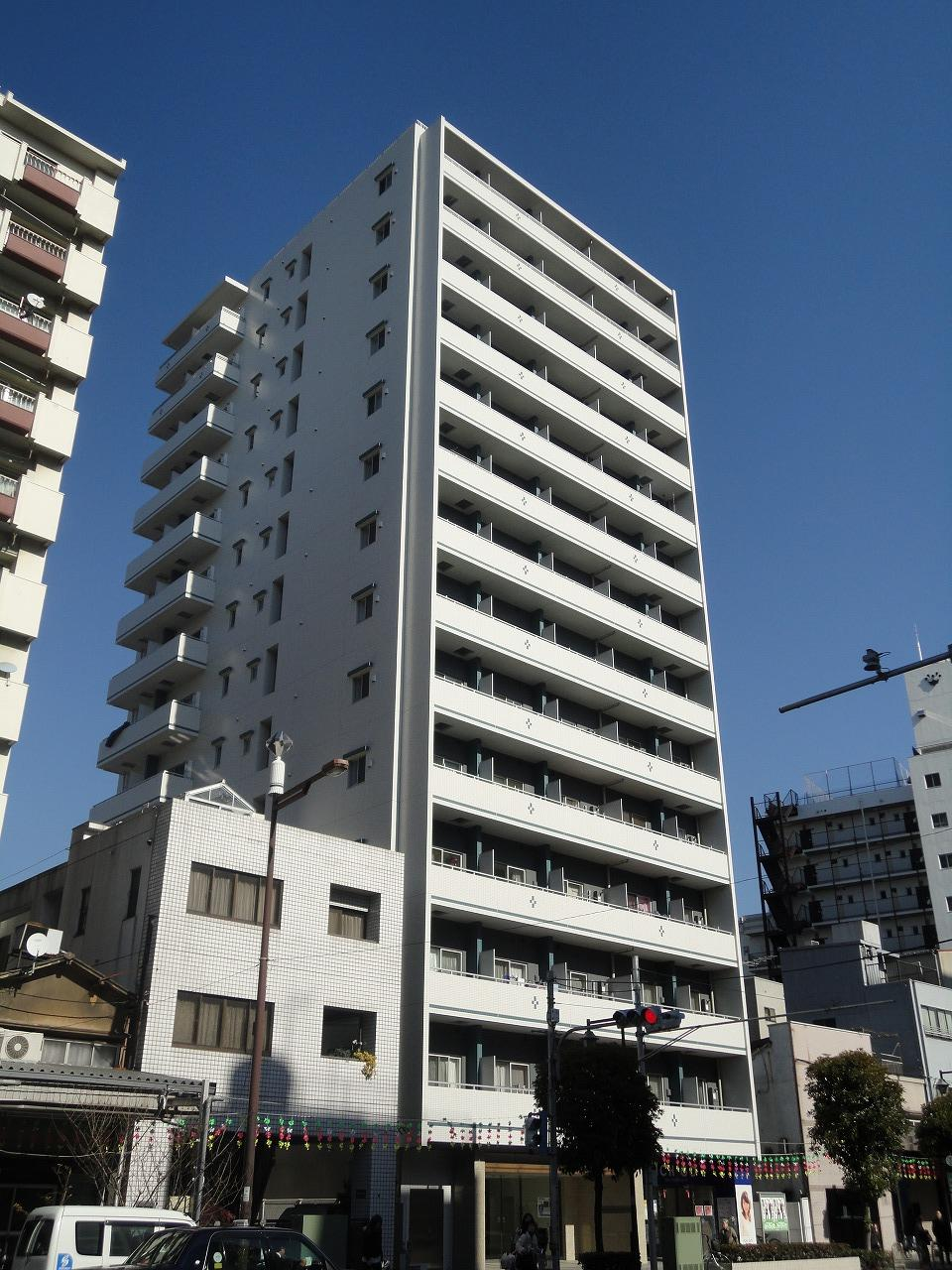
門前仲町レジデンス参番館

## 沿革
- 1990年 ‐ レジデンス管理株式会社設立
- 1993年 - 秀和株式会社より分譲レジデンスの管理部門とビルディング管理部門の全業務を引き受ける
- 2001年 ‐ レジデンス・ビルディングマネジメント株式会社に商号変更

## 主な所有施設
- 茅場町タワー（東京都中央区）
- 東八重洲ビル（東京都中央区）
- 品川ビル（東京都港区）
- 紀尾井町パークビル（東京都千代田区）
- RBM築地ビル（東京都中央区）
- RBM築地スクエア（東京都中央区）
- 第2銀座ビル（東京都中央区）
- 虎ノ門三丁目ビル（東京都港区）
- RBM芝パークビル（東京都港区）
- 八丁堀鈴らん通りビル（東京都中央区）
- MS芝浦ビル（東京都港区）
- 浜松町交差点ビル（東京都港区）
- RBM京橋ビル（東京都中央区）
- 銀座RBMビル（東京都中央区）
- 銀座レジデンス壱番館（東京都中央区）
- 茅場町タワーレジデンス（東京都中央区）
- 茅場町ファーストレジデンス（東京都中央区）
- 茅場町レジデンス壱番館（東京都中央区）
- 東八重洲レジデンス（東京都中央区）
- 新川アネックス（東京都中央区）
- 駒込レジデンス壱番館（東京都豊島区）
- 門前仲町レジデンス（壱・参・伍・六・七・八・九番館）（東京都江東区）
- 清澄白河レジデンス壱・弐・参・伍番館（東京都江東区）
- 森下レジデンス壱番館（東京都江東区）
- 中野レジデンス壱番館（東京都中野区）
- 恵比寿レジデンス壱・弐・参番館（東京都渋谷区）
- RBM外苑前レジデンス（東京都渋谷区）
- 赤坂レジデンス壱番館（東京都港区）
- 広尾レジデンス壱番館（東京都渋谷区）
- 巣鴨レジデンス壱番館（東京都豊島区）
- 半蔵門レジデンス（東京都千代田区）